# كوون تشاي وون
كوون تشاي وون، المعروف سابقًا بإسم إيونتشاي (بالكورية: 권채원)‏ هي مغنية كورية جنوبية، ولدت يوم 26 مايو 1999 في سول في كوريا الجنوبية.

## روابط خارجية
- Kwon Chae-won على موقع IMDb (الإنجليزية)
- Kwon Chae-won على موقع ميوزك برينز (الإنجليزية)